# Tuscumbia, Alabama
Tuscumbia är en stad i den amerikanska delstaten Alabama med en yta av 18,9 km² och en folkmängd som uppgår till 7 856 invånare (2000). Tuscumbia är administrativ huvudort (county seat) i Colbert County.

## Sevärdheter
- Ivy Green, Helen Kellers barndomshem

## Kända personer från Tuscumbia
- Helen Keller, författare